# Midcontinent Express Pipeline
Midcontinent Express Pipeline — трубопровід на півдні США широтного спрямування, прокладений для створення сполучення між численними газопровідними системами, що прямують звідси у північному та східному напрямку.
Прокладений від району на південному сході Оклахоми через північно-східний куток Техасу, Луїзіану та Міссісіпі до Алабами. Ресурс до нього постачається на заході, зокрема, через газотранспортну мережу Enogex System, яка забезпечує транспортування продукції з басейнів Оклахоми, та одну із гілок системи Natural Gas Pipeline Company of America (NGPL). В центральній частині також існує можливість прийому ресурсу через бідирекціональне з'єднання з Enable Gas Transmission, яка обслуговує газопромислові райони Техасу, Луїзіани, Арканзасу та Оклахоми.
По ходу руху на схід Midcontinent Express має бідирекціональні чи призначені для видачі природного газу інтерконектори: зі східною гілкою NGPL, з газопроводами в районі хабу Перрівіль (Texas Gas Transmission, ANR Pipeline, Columbia Gulf Transmission), з Texas Eastern Transmission, Southern Natural Gas Pipeline, Tennessee Gas Pipeline, Transco. Також можлива передача палива до Destin Pipeline, зв'язаного з офшорною системою до Флориди Gulfstream Pipeline та терміналом для прийому ЗПГ Галф, який у другій половині 2010-х планується до перетворення на завод з виробництва зрідженого газу на експорт.
Загальна довжина Midcontinent Express становить 507 миль, при цьому західна ділянка до хабу Перрівіль виконана в діаметрі 1050 мм (на початковому відтинку до компресорної станції Ламар, де створене перше з'єднання з NGPL — 750 мм), східна — в діаметрі 900 мм. Пропускна здатність становить: до Ламар 8,7 млрд м3 на рік, до хабу Перрівіль 18,5 млрд м3, після хабу — 12,3 млрд м3.